# Eliminator (videojuego)
Eliminator es un juego de combate espacial de disparos multidireccional, creado y lanzado por Sega/Gremlin en 1981. Este juego de disparos en el espacio, que es similar al Star Castle monocromático, fue notable por sus gráficos vectoriales de color, y por permitir un modo de juego multijugador cooperativo y competitivo. Es el único juego de vectores para cuatro jugadores que se haya hecho.

## Jugabilidad
Los jugadores pilotean una nave espacial alrededor del campo de juego (espacio) y deben destruir drones alienígenas. El objetivo final es evadir y destruir el Eliminator, una gran base de asteroides. El fuego de los jugadores hace que cualquier enemigo que sea golpeado (con la excepción del propio Eliminador) rebote y caiga en otra dirección. Con un poco de habilidad, los disparos pueden impulsar al enemigo hacia el Eliminator y así destruirlos. Solo hay una forma de destruir a Eliminator: disparar un cañón por la trinchera hasta su centro. Esto se puede hacer directamente o mediante un rebote. Si no se destruye el eliminador después de un tiempo preestablecido, el centro activa un drone que sale volando del eliminador para derribar al jugador con un estallido destructivo de energía. El campo de juego queda encerrado en una barrera invisible que rebota tiros y se envía desde allí, lo que aumenta las posibilidades de muerte. Una vez que el Eliminator se destruye, el juego se reinicia con un conjunto de enemigos más duros. La versión de cuatro jugadores permitió que cuatro jugadores realizaran simultáneamente carreras de ataque en el Eliminator mientras trataban de evadir o destruir a varios otros oponentes. En el modo de cuatro jugadores, los jugadores también deben esquivar las naves de otros jugadores.

## Legado
El juego está incluido como un juego desbloqueable en la versión PSP de la Colección Sega Génesis.